# ژولیت عواد
ژولیت عواد (عربی: جولییت عوّاد؛ با نام اصلی ژولیت نیکوغوس هاکوب هائوبیان ارمنی: Ջուլիետ Նիկողոս Յագուբ Հակոբյան انگلیسی: Juliet Nickogos Yacoub Haobian زادهٔ ۷ ژوئیهٔ ۱۹۵۱) بازیگر و کارگردان ارمنی‌تبار اهل اردن است.

## گزیده فیلمشناسی
از فیلم‌ها یا برنامه‌های تلویزیونی که وی در آن نقش داشته است می‌توان به آثار زیر اشاره کرد:
- عمر